# SAO 206462
SAO 206462 es una estrella joven, rodeada de un disco circunestelar de gas y de brazos espirales claramente definidos. Está situada a 400 años luz de la Tierra en la constelación del Lobo (Lupus). La presencia de esos brazos espirales parece estar relacionada con la existencia de planetas dentro del disco de gas que rodea la estrella y que posee un diámetro doble que la órbita de Plutón.

## Descubrimiento
El descubrimiento ha sido presentado en octubre de 2011 por Carol Grady, astrónoma de la compañía Eureka Scientific, que posee su sede en el Centro Goddard para Vuelos Espaciales, de la NASA, siendo el primero de esta clase que presenta un elevado grado de nitidez. Se realizó utilizando diversos telescopios espaciales (Hubble, FUSE, Spitzer) y basados en tierra (observatorio Gemini y el telescopio Subaru, situado en Hawái), dentro de un programa internacional de búsqueda de estrellas jóvenes y de estrellas con planetas. En él han colaborado un nutrido grupo de astrónomos de diferentes observatorios.